# Parallaxskrollning
Parallaxskrollning (efter engelska: parallax scrolling) är en teknik inom datorgrafik. Den innebär att bakgrundsbilder förflyttar sig långsammare än bildeelement i förgrunden, något som skapar en djupeffekt. Tekniken växte fram utifrån multiplankameran som använts inom traditionell animation sedan 1930-talet.
Parallaxskrollning populariserades 1982 inom tvådimensionell datorgrafik och arkadspel genom spelen Moon Patrol och Jungle Hunt. Tekniken hade redan året innan kommit till användning i arkadspelet Jump Bug.